# Красное (Никопольский район)
Красное (укр. Красне) — село,
Покровский сельский совет,
Никопольский район,
Днепропетровская область,
Украина.
Код КОАТУУ — 1222985504. Население по переписи 2001 года составляло 5 человек.

## Географическое положение
Село Красное находится на левом берегу реки Базавлук, которая через 2,5 км впадает в Каховское водохранилище,
выше по течению на расстоянии в 1 км расположен район города Покров — Перевозские Хутора.
Рядом проходят автомобильная дорога Н-23 и
железная дорога, станция Платформа 75 км в 0,5 км.